# Бур, Николь де
Николь де Бур (иногда де Боер, англ. Nicole de Boer, фр. Nicole de Boer; род. 20 декабря 1970, Торонто) — канадская актриса театра, кино и телевидения.

## Биография
Николь де Бур родилась 20 декабря 1970 года в Торонто. Впервые появилась на телевидении в одном эпизоде сериала Standing Room Only, когда ей было 11 лет, но ребёнком-актёром так и не стала: следующая её роль, в нескольких эпизодах сериала 9B, состоялась лишь в 1988 году. Впервые на широком экране появилась в 1992 году в фильме «Школьный бал 4: Избавь нас от зла». По состоянию на октябрь 2022 года Николь де Бур снялась в почти 60 фильмах и сериалах.
18 декабря 1999 года Николь вышла замуж за музыканта и композитора Джона Кастнера. В январе 2007 года у пары родилась дочь, Саммер Ли. В 2012 году последовал развод.

## Избранная фильмография

### Широкий экран
- 1992 — Школьный бал 4: Избавь нас от зла[англ.] / Prom Night IV: Deliver Us from Evil — Миган
- 1995 — Большое путешествие / National Lampoon's Senior Trip — Мег Смит
- 1996 — Таблетка радости (Конфетка для мозга) / Brain Candy — групи Криса Купера, изобретателя «таблетки»
- 1997 — Куб / Cube — Джоан Ливен, школьница-математик
- 2003 — Общественное достояние[англ.] / Public Domain — Бонни
- 2004 — Фил инопланетянин[англ.] / Phil the Alien — мадам Мадам
- 2009 — Глоток / Suck — Сьюзан, подруга главного героя

### Телевидение
- 1991 — Тропическая жара / Tropical Heat — Бет Гуднайт (в 1 эпизоде)
- 1992 — Рыцарь навсегда / Forever Knight — Джинни (в 2 эпизодах)
- 1992, 1994 — Телевизионная служба новостей / E.N.G. — разные роли (в 2 эпизодах)
- 1995, 1998 — За гранью возможного / The Outer Limits — разные роли (в 2 эпизодах)
- 1996 — Полтергейст: Наследие / Poltergeist: The Legacy — Саманта Уоллес (в 1 эпизоде)
- 1996 — Пси Фактор: Хроники паранормальных явлений / Psi Factor: Chronicles of the Paranormal — Келли Старр Таннер (в 1 эпизоде)
- 1998 — Моё свидание с дочерью президента[англ.] / My Date with the President's Daughter — Бонни
- 1998—1999 — Звёздный путь: Глубокий космос 9 / Star Trek: Deep Space Nine — лейтенант Эзри Дакс (Тиган), Советник (в 25 эпизодах)
- 2000 — Порнушка[англ.] / Rated X — Карен Митчелл
- 2002—2007 — Мёртвая зона / The Dead Zone — Сара Брэкнелл Баннерман (в 72 эпизодах)
- 2004 — Пять дней до полуночи / 5ive Days to Midnight — Шанталь Юм
- 2008 — Звёздные врата: Атлантида / Stargate: Atlantis — доктор Элисон Портер (в 1 эпизоде)
- 2008 — Ужас торнадо в Нью-Йорке[англ.] / NYC: Tornado Terror — Кэсси Лоренс
- 2010, 2013 — Хейвен / Haven — Мэрион Колуэлл (в 2 эпизодах)
- 2011 — Вторжение живой стали[англ.] (Железный оборотень; Цельнометаллический захватчик; Железный захватчик) / Iron Invader — Аманда
- 2012 — Восприятие / Perception — Янис Циммерман (в 1 эпизоде)

### Сразу-на-видео
- 2008 — Рождественский городок[англ.] / Christmas Town — Элизабет Маккэн